# Eudonia bidentata
Eudonia bidentata là một loài bướm đêm trong họ Crambidae.